# Wilfried Biermann
Wilfried Biermann (* 16. Februar 1936) ist ein ehemaliger deutscher Fußballspieler.

## Werdegang
Der Mittelfeldspieler Wilfried Biermann wechselte im Jahre 1960 vom TuS Ost Bielefeld zu Arminia Bielefeld und wurde im Jahre 1962 mit seiner Mannschaft Westfalenmeister. Gleichzeitig stieg er mit der Arminia in die II. Division West auf und schaffte ein Jahr später mit den Bielefeldern die Qualifikation für die neu geschaffene Regionalliga West. Er spielte bis 1966 für die Arminia, schaffte aber nie den Sprung zum Stammspieler. Nach 37 Regionalligaspielen, in denen er sieben Tore erzielte, verließ er im Sommer 1966 und schloss sich dem Lokalrivalen VfB 03 Bielefeld an.